# NK 쿠스토시야 자그레브
NK Kustošija 는 자그레브를 연고지로 하는 크로아티아 축구 클럽이다. 1929년에 설립되었다.
2017-18 시즌 현재 클럽의 시니어 팀은 2.HNL에 참여한다. Kustošija는 또한 클럽과 연결된 축구 학교를 가지고 있다. 자그레브 중심부에 위치하여 유명한 크로아티아인의 많은 아이들이 훈련을 받은 곳이다.

## 역사
Kustošija는 Metalac으로 설립되었으며 1940년대, 1950년대 및 1960년대의 일부 동안 두 번째 유고슬라비아 리그에서 뛰었다.
Kustošija는 2013-14 크로아티아 컵에 참가하여 예선에서 승리했지만 1라운드에서 Hajduk Split에 5-1로 졌다.
Kustošija는 2015-16시즌 4.HNL.우승을 차지했다. 센터 디비전 3팀으로 승격. 몇 년 동안 하위 리그에서 보낸 후 HNL. 블라디미르 바비치가 회장이 된 지 5년 만에 크로아티아 6부리그에서 2부리그로 승격했다.

## 선수 명단

### 현역
참고: FIFA 자격 규정에 따라 소속된 국가대표팀 국기를 표시합니다. 선수는 복수의 FIFA 비회원국 국적을 가지고 있을 수 있습니다.
| 번호 | 포지션 | 국적                  | 이름              |
| ---- | ------ | --------------------- | ----------------- |
| 6    | MF     |                       | 알레시오 토논     |
| 12   | FW     | 보스니아 헤르체고비나 | 패리스 크르칼리치 |

| 번호 | 포지션 | 국적 | 이름 |
| ---- | ------ | ---- | ---- |

## 참고 문헌
1. ↑  Žukina, Predrag (2013년 12월 1일). “NK Kustošija nije Dinamo ni Hajduk, ali za nas igraju Todorić, Ivanišević, Šimići, Šokota...”. jutarnji.hr.
2. ↑  “Hajduk petardom u zagrebačkom predgrađu krenuo u obranu Kupa!”. index.hr. 2013년 10월 1일.
3. ↑  Delač, Hrvoje (2017년 6월 17일). “Bio je legenda HNL-a, a sada je napravio povijesni uspjeh, pomalo nestvaran!”. vecernji.hr.